# Nigel Batch
Nigel Anthony Batch (sinh ngày 9 tháng 11 năm 1957) là một cựu cầu thủ bóng đá người Anh từng thi đấu ở Football League cho Derby County, Darlington, Grimsby Town, Scunthorpe United và Stockport County. Ông là thủ môn của Lincoln City khi họ vô địch Football Conference 1987-88, và là thành viên của đội hình Darlington vô địch danh hiệu tương tự ở mùa giải 1989–90.